# Esmalte dental

1. Diente 2. Esmalte dental 3. Dentina 4. Pulpa dental 5. pulpa coronal o cameral 6. pulpa radicular 7. Cemento 8. Corona
9. Cúspide
10. Surco
11. Cuello
12. Raíz
13. Furca
14. Ápice de la raíz
15. Foramen del ápice
16. Surco gingival
17. Periodonto
18. Encía:
19. Libre o interdental
20. Marginal
21. Alveolar
22. Ligamento periodontal
23. Hueso alveolar
24. Irrigación e inervación:
25. dental
26. periodontal
27. a través del canal alveolar

El esmalte dental o tejido adamantinado, es una cubierta compuesta por hidroxiapatita (mineral más duro del cuerpo humano y también presente, pero en menor densidad, en huesos), de gran pureza, que recubre la corona de los órganos dentarios, afectando a la función masticatoria. Está en contacto directo con el medio bucal en la superficie externa, y con la dentina subyacente en su superficie interna. En el cuello tiene contacto con el cemento que recubre la raíz, siendo extremadamente delgado a este nivel y aumentando su espesor hacia las cúspides, donde alcanza su espesor máximo de entre 2 y 2,5 mm en piezas anteriores y hasta 3 mm en piezas posteriores. 
El esmalte es translúcido, de color blanco o gris azulado. El color de los dientes está dado por la dentina, color que se trasluce a través del esmalte. El color de la dentina está determinado genéticamente. Generalmente los dientes presentan un color blanco, excepto en el borde incisal, donde predomina el color gris azulado del esmalte.
Debido a que es una estructura cristalina anisótropa, el esmalte es un tejido birrefringente. El esmalte está formado principalmente por material inorgánico (90%) y únicamente una pequeña cantidad de materia orgánica (2,9%) y agua (4,5%). El material inorgánico del esmalte es similar a la apatita.
El análisis de los componentes minerales del esmalte revela que predomina en ellos el calcio en forma de fosfatos, de los cuales el más abundante es el del calcio hidratado, denominado por sus características químicas hidroxiapatita. Pueden aislarse proteínas en varias fracciones diferentes, y estas en general contienen un alto porcentaje de serina, ácido glutámico y glicina. En suma, la proteína del esmalte es de tipo estructural, muy especial por sus aminoácidos constituyentes y a la cual se le ha denominado amelina o enamelina.
Dentro de las sustancias no proteicas del esmalte se citan asimismo al ácido cítrico o citratos, carbohidratos como galactosa, lípidos, etc. Las células encargadas de la formación de esmalte son los ameloblastos.

## Estructuras del esmalte
- Prisma: Son varillas o prismas de esmalte, dispuestas oblicuamente sobre    la superficie del diente.
- Bandas de Hunter-Schernger: También llamadas bandas oscuras y claras alternadas de ancho variable, se originan en el borde amelodentinario y se dirigen hacia fuera, terminando a cierta distancia de la superficie externa del esmalte.

El esmalte está formado por una célula llamada ameloblasto que significa formadora de esmalte. Este tejido no tiene la capacidad de regenerarse. Los estudios sobre las patologías del esmalte dental están comprendidas en dos áreas de la odontología tanto la Patología Bucal así como la Cariología.

## Esmalte dental artificial
El organismo humano no tiene la capacidad de reparar el esmalte dental. Actualmente existen opciones de restauración basadas en composite o resina compuesta, sin embargo estos materiales distan mucho de ser perfectos y pueden provocar problemas en la salud.
Por este motivo se han llevado a cabo investigaciones para crear un esmalte dental químicamente idéntico al natural que permita reparar dientes dañados. En concreto en Japón se está trabajando en una solución basada en un fino parche formado por hidroxiapatita. El procedimiento consistió en disparar láser sobre bloques de dicho material en el vacío. Según el científico Shigeki Hotsu "el objetivo es crear esmalte dental artificial para proteger o reparar el esmalte dañado".
Más recientemente, investigadores de la universidad Queen Mary de Londres han desarrollado una técnica para hacer crecer cristales de apatita, creando una estructura idéntica al esmalte dental natural.
El uso del esmalte dental sintético supondría un gran avance, dado que se podría evitar el uso de materiales extraños en el organismo que pueden ser perjudiciales para la salud.